# Roger Adkins
Roger Allen Adkins (Morgan, 31 gennaio 1930 – 11 luglio 2004) è stato un cestista statunitense.

## Carriera
Con gli Stati Uniti ha disputato i Giochi panamericani di Buenos Aires 1951, vincendo la medaglia d'oro.